# Mũi Spear

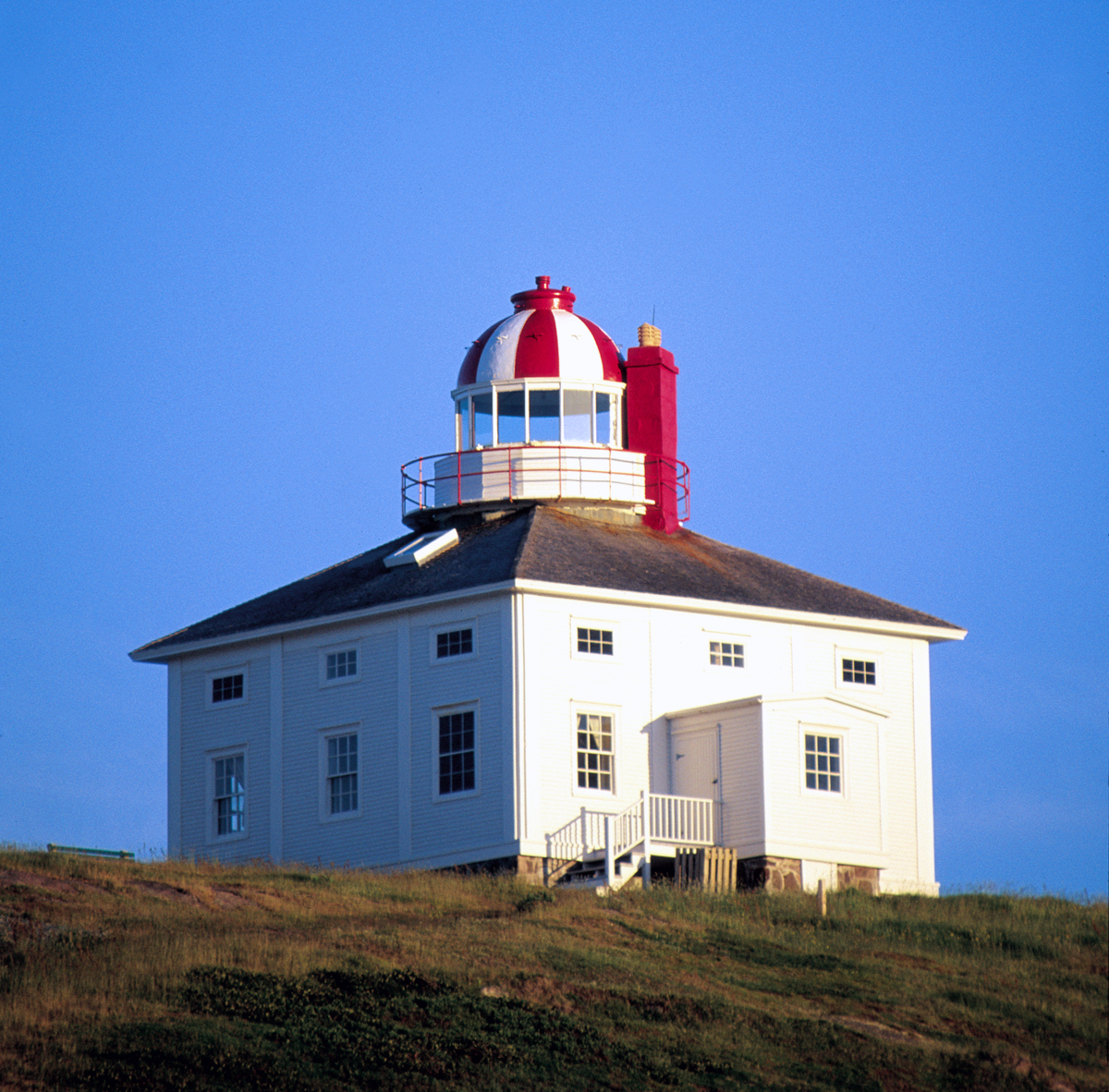
Hải Đăng xây dựng năm 1836 trên Mũi Spear

Mũi Spear là điểm cực Đông của Canada,(52°37' Đông).
Mũi đất nằm ở Avalon Peninsula gần St. John's, Newfoundland, đây là nơi đầu tiên ở Canada có thể nhìn thấy Mặt Trời mọc mỗi ngày.
Trong tiếng Bồ Đào Nha  "Cabo da Esperança" có nghĩa là "mũi của hy vọng đã  trở thành "Cap d'Espoir" trong tiếng Pháp và cuối cùng là lan "Cape Spear".